# Jacob Nöbbe
Jacob Nöbbe (né le 4 octobre 1850 à Flensbourg, mort le 31 mars 1919 dans la même ville) est un peintre allemand.

## Biographie
Nöbbe se fait connaître comme portraitiste. Il est aussi professeur privé et donne des cours à celui qui deviendra Emil Nolde ainsi qu'à Alexander Eckener (en). Il est le père d'Erwin Nöbbe (de).
Jacob Nöbbe est le fils d'un artiste peintre qui lui enseigne l'art de 1867 à 1870. Après des études aux académies des beaux-arts de Düsseldorf et de Dresde (ses professeurs sont Adrian Ludwig Richter et Julius Hübner), il fait des portraits avant d'aller à l'académie de Berlin. Il a pour camarades Heinrich Petersen-Angeln et Erich Kubierschky (de), avec qui il habite à Egernsund Sogn (de) en 1882.
Il y revient avec sa famille dans les années 1890 pendant l'été, auprès de l'école formée autour de Wilhelm Dreesen (en). Il peint de façon naturaliste le gens et les paysages du Schleswig-Holstein.

## Source de la traduction
- (de) Cet article est partiellement ou en totalité issu de l’article de Wikipédia en allemand intitulé « Jacob Nöbbe » (voir la liste des auteurs).